# حزب لیبرال دموکرات روسیه
حزب دموکراتیک لیبرال روسیه LDPR(روسی: ЛДПР — Либерально-демократическая партия России ،Liberalno-demokratitcheskaïa partiïa Rossii یک حزب محافظه کار اجتماعی، ناسیونالیست، حزب سیاسی مداخله‌گر اقتصادی در روسیه به رهبری ولادیمیر ژیرینوفسکی از زمان تأسیس آن در ۱۹۸۹ است.
این حزب با مخالفت با هر دوی کمونیسم و سرمایه‌داری نولیبرالی دهه ۱۹۹۰، حزب در انتخابات دوما روسیه در سال ۱۹۹۳ با کسب کثرت آرا موفقیت بزرگی کسب کرد. در انتخابات سال ۲۰۱۶، این حزب ۱۳٫۱۴ درصد آرا و ۳۹ کرسی از ۴۵۰ کرسی در دومای ایالتی را به‌دست آورد. برخلاف نام این حزب، اغلب «نه لیبرال و نه دموکراتیک» توصیف می‌شود. این حزب به عنوان یک آمیزه ای از یک ایدئولوژی استبدادی و ملی‌گرایی افراطی توصیف شده‌است. ایدئولوژی آن اساساً مبتنی بر عقاید ژیرینوسکی در مورد "تسخیر امپریالیستی" (یک "امپراطوری تجدید شده روسیه") و رؤیای اقتدارگرایانه «روسیه بزرگ» است.

## تاریخچه

### ایجاد
در اواخر دهه ۱۹۸۰ به دنبال اصلاحات میخاییل گورباچف در اتحاد جماهیر شوروی، یک سیستم چندحزبی پدید آمد. قانونی رسمی برای این منظور در اکتبر ۱۹۹۰ به تصویب رسید. در آوریل ۱۹۹۱، حزب لیبرال دموکراتیک اتحاد جماهیر شوروی (LDPSU)، دومین حزب سیاسی رسمی ثبت شده در این کشور شد. به گفته الکساندر یاکوولف، عضو پیشین پولیت بورو، حزب جدید یک پروژه مشترک از رهبری حزب کمونیست اتحاد جماهیر شوروی (CPSU) و کا.گ.ب. (KGB) بود. وی توضیح داد که چگونه مدیر کا.گ. ب، ولادیمیر کریوچکوف در جلسه ای با گورباچف پروژه یک حزب عروسکی را ارائه کرد و وی را در مورد انتخاب رهبران و مکانیزم تأمین اعتبار آگاه کرد. ژنرال پیشین KGB فیلیپ بابکوف این سازمان را «شبه حزب زوباتوف تحت کنترل کا.گ.ب. توصیف کرد که منافع و احساسات برخی از گروه‌های اجتماعی را هدایت می‌کند». رهبر صریح حزب، ولادیمیر ژیرینوفسکی، مجری مؤثر رسانه ای، در انتخابات ریاست جمهوری ۱۹۹۱، ۸ درصد آرا را به دست آورد. وی همچنین از تلاش کودتای اوت ۱۹۹۱ حمایت کرد.

### ۱۹۹۳–۲۰۰۰
در انتخابات دوما در سال ۱۹۹۳، حزب طرفدار اصلاحات حامی رئیس‌جمهور بوریس یلتسین، انتخاب روسیه، تنها ۱۵٪ آرا و حزب کمونیست جدید فدراسیون روسیه فقط ۱۲٫۴٪ را به دست آورد. حزب لیبرال دموکرات با ۲۲٫۹٪ آراء به عنوان برنده ظاهر شد. در واقع، جمعیت روسیه به کسانی که از اصلاحات یلتسین حمایت می‌کردند و به کسانی که نمی‌دادند تقسیم می‌شد. این‌گونه استنباط می‌شود که محبوبیت ژیرینوفسکی و حزب وی ناشی از نارضایتی رأی دهندگان از یلتسین و تمایل آنها به راه حل غیر کمونیستی بود.
ژیرینوفسکی با شناسایی موفقیت‌آمیز مشکلات توده مردم روسیه و ارائه راه حلهای ساده برای آنها، اعتبار کسب کرد. به عنوان مثال، وی پیشنهاد کرده‌است که همه رهبران جرایم سازمان یافته باید تیرباران شوند و همه چچن‌ها از روسیه تبعید شوند. ژیرینوفسکی همچنین خواستار گسترش سرزمینی روسیه شد. بسیاری از نظرات ژیرینوسکی بسیار بحث‌برانگیز است و موفقیت حزب لیبرال دموکرات در اوایل دهه ۱۹۹۰ ناظران را در داخل و خارج از روسیه شوکه کرد.
دوما که در سال ۱۹۹۳ انتخاب شد به عنوان راه حل موقت بود و حکم آن در سال ۱۹۹۵ منقضی شد. در طی دو سال، محبوبیت ژیرینوسکی کاهش یافته و حامیان حزب وی با ۱۱٫۲٪ در انتخابات سال ۱۹۹۵ نصف شد. کمونیست‌ها با ۲۲٫۳ درصد آرا به عنوان برنده ظاهر شدند.
در انتخابات ریاست جمهوری سال ۱۹۹۶، حزب لیبرال دموکرات ولادیمیر ژیرینوفسکی را به عنوان کاندیدا معرفی کرده‌است. ژیرینوفسکی در دور اول ۵٫۷ درصد آرا را به دست آورد.
در سال ۱۹۹۹، این حزب در انتخابات به عنوان «بلوک ژیرینوفسکی» شرکت کرد. از آنجا که کمیسیون مرکزی انتخابات در ابتدا حاضر به ثبت نام لیست حزب لیبرال دموکرات که ۶٪ از آرا را به خود اختصاص داده بود، نشد. در سومین دومای ایالتی، ژیرینوفسکی سمت معاون و پست رئیس فراکسیون را که پسرش ایگور لبدف اشغال کرده بود، به عهده گرفت.

### ۲۰۰۰–۲۰۱۰
در انتخابات ریاست جمهوری سال ۲۰۰۰، این حزب بار دیگر ولادیمیر ژیرینوسکی را معرفی کرد، که ۲٫۷ درصد آرا را به دست آورد.
در انتخابات پارلمانی سال ۲۰۰۳، این حزب ۱۱٫۵٪ آرا را به دست آورد و ۳۶ کرسی را به دست آورد.
در انتخابات ریاست جمهوری سال ۲۰۰۴، حزب لیبرال دموکرات اولگ مالیشکین را معرفی کرد. ولادیمیر ژیرینوفسکی رهبر حزب در صورت پیروزی ملیشکین در انتخابات، امیدوار بود سمت نخست‌وزیر را به دست بگیرد. در پایان، مالشکین با از دست دادن انتخابات، ۲ درصد آرا را به دست آورد.
در آخرین انتخابات قانونگذاری در سال ۲۰۰۷، حزب لیبرال دموکرات با کسب ۵۶۶۰۸۲۳ رای (۸٫۱۴٪) و ۴۰ کرسی در دوما دریافت کرد.
در انتخابات ریاست جمهوری سال ۲۰۰۸، ژیرینوسکی دوباره به عنوان کاندیدا معرفی شد و ۹٫۴ درصد آرا را به دست آورد.

### ۲۰۱۰ - امروز

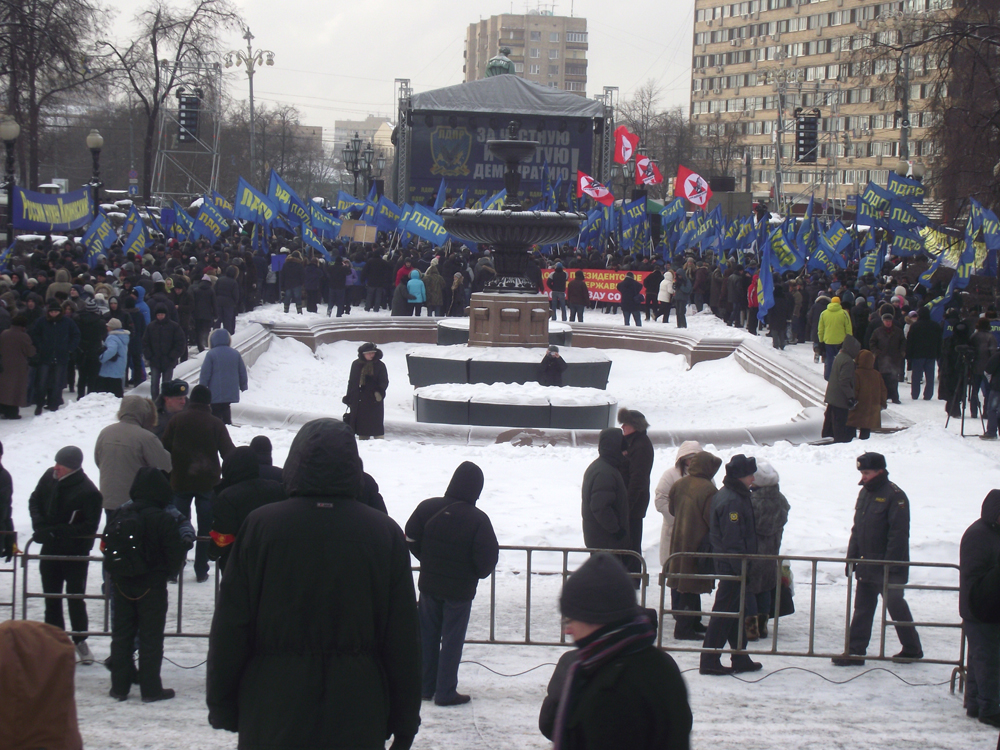
رالی حزب لیبرال دموکرات در سال ۲۰۱۲

در انتخابات پارلمانی سال ۲۰۱۱، این حزب ۱۱٫۷ درصد آرا و ۵۶ کرسی را به دست آورد. در دومای ششم، ولادیمیر ژیرینوفسکی به سمت رئیس فراکسیون حزب لیبرال دموکرات بازگشت و پسرش ایگور لبدف سمت معاون رئیس دولت دوما را بر عهده داشته‌است.
در انتخابات ریاست جمهوری ۲۰۱۲، مجدداً این حزب توسط ژیرینوفسکی مطرح شد که شعار انتخاباتی اش برای سال ۲۰۱۲ «به ژیرینوفسکی رای دهید، یا اوضاع بدتر می‌شود» بود. پروشکا، یک الاغ متعلق به ژیرینوفسکی، هنگامی که در یک فیلم تبلیغاتی تبلیغاتی فیلمبرداری شد، در جریان انتخابات ریاست جمهوری برجسته شد. در آخرین قسمت از مناظره با میخائیل پروخوروف درست قبل از انتخابات، ژیرینوفسکی یک رسوایی با تماس با آن افراد مشهور روسیه که حمایت پروخوروف، از جمله پاپ تولید سردسته زنان خواننده اپرا و یک جانباز از صحنه موسیقی پاپ روسیه آلا پوگاچه وا، "روسپی" ("من فکر کردم شما یک شخصیت هنری، سیاستمدار، یک مرد حیله گر هستید، اما شما فقط یک دلقک و روانی هستید؛ و ژیرینوسکی پاسخ داد من همینم که هستم؛ و این جذابیت من است"). در نتیجه، ژیرینوفسکی ۶٫۲ درصد آرا را به دست آورد.
در انتخابات پارلمانی سال ۲۰۱۶، حزب در مقایسه با انتخابات قبلی نتیجه خود را بهبود بخشید. حزب لیبرال دموکرات از حزب چپگرای فقط روسیه پیروز شد و به سومین حزب بزرگ در دوما ایالتی تبدیل شد. حزب لیبرال دموکرات با کسب ۳۹ کرسی و ۱۳٫۱٪ آرا، به حزب کمونیست با مقام دوم، که ۱۳٫۳٪ آرا و ۴۲ کرسی را به‌دست آورده بود، نزدیک شد.

## مرامنامه
حزب لیبرال دموکرات به دنبال «احیای روسیه به عنوان یک قدرت بزرگ» است. این هم با کمونیسم اتحاد جماهیر شوروی و هم با سرمایه‌داری نئولیبرال مخالف است. این کشور اقتصاد مختلط با مالکیت خصوصی را ترجیح می‌دهد، اما با نقش مدیریتی محکم که برای دولت محفوظ است. در سیاست خارجی، حزب تأکید جدی بر «تمدنها» دارد. این حزب از احیای مرزه‌های روسیه (که این حزب معتقد است شامل قفقاز، آسیای مرکزی، بلاروس و اوکراین می‌باشد) حمایت می‌کند. حزب لیبرال دموکرات، ایالات متحده، ناتو و تمدن غربی را اصلی‌ترین تهدیدهای خارجی روسیه می‌داند. این حزب به شدت از تبعیض علیه اقلیت‌های قومی روس در کشورهای بالتیک انتقاد کرده و خواستار این است که به آنها تابعیت روسیه داده شود و در برابر قوانین تبعیض آمیز محافظت شود. حزب لیبرال دموکرات همچنین مخالف بزرگنمایی اتحادیه اروپا است و به عنوان یک حزب مخالف اتحادیه اروپا شناخته می‌شود، و در عوض پان اسلاویسم را ترجیح می‌دهد. این حزب همچنین به عنوان امپریالیست روسی در حمایت از احیای امپراتوری روسی و حمایت از امپریالیسم شناخته می‌شود. پروفسور هنری هیل هیل سیاست اصلی حزب را به عنوان ملی‌گرایی و تمرکز بر نظم قانون ذکر کرده‌است. این حزب اگرچه اغلب از لفاظی‌های مخالف رادیکال استفاده می‌کند، اغلب به پیشنهادها دولت رأی می‌دهد. این منجر به گمانه زنی‌هایی شده‌است که حزب بودجه خود را از کرملین دریافت می‌کند.

## ساختار و عضویت

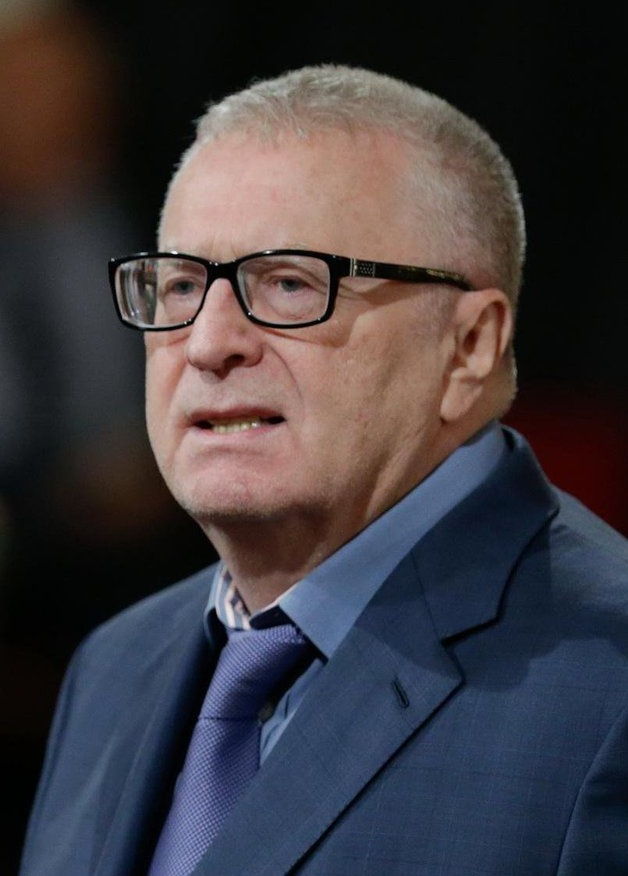
ولادیمیر ژیرینوسکی رهبر حزب

سازمان حزب تقریباً کاملاً در مرکز رهبر خود ولادیمیر ژیرینوفسکی است.
این حزب با چندین حزب در جمهوری‌های شوروی سابق از جمله ارمنستان، بلاروس، استونی و اوکراین در اتحاد است.
در سال ۲۰۰۳، این حزب ۶۰۰۰۰۰ عضو داشت و ۴۷۵۰۰۰ کارت حزب را صادر کرده بود. طبق نظرسنجی در سال ۲۰۰۸ توسط کلتون، هیل و مکفول، ۴٪ از جمعیت روسیه وفادار حزب هستند.

## نتایج انتخابات

### انتخابات قانونگذاری
| دوما ایالتی  |                          |                     |                                        |         |                    |
| سال انتخابات | شماره از {{سخ}} آرای کلی | ٪ از {{سخ}} رای کلی | شماره از {{سخ}} کرسی‌های کلی برنده شدند | +/–     | رهبر               |
| ۱۹۹۳         | ۱۲٬۳۱۸٬۵۶۲ (اول)         | ۲۲٫۹                | ۷۰ از ۴۵۰                              | بی‌تغییر | ولادیمیر ژیرینوسکی |
| ۱۹۹۵         | ۷٬۷۳۷٬۴۳۱ (دوم)          | ۱۱٫۱۸               | ۵۱ از ۴۵۰                              | 19      | ولادیمیر ژیرینوسکی |
| ۱۹۹۹         | ۳٬۹۹۰٬۰۳8 (5)            | ۵٫۹۸                | ۱۷ از ۴۵۰                              | 34      | ولادیمیر ژیرینوسکی |
| ۲۰۰۳         | ۶٬۹۴۳٬۸۸۵ (سوم)          | ۱۱٫۴۵               | ۳۶ از ۴۵۰                              | 19      | ولادیمیر ژیرینوسکی |
| ۲۰۰۷         | ۵٬۶۶۰٬۸۲۳ (سوم)          | ۸٫۱۴                | ۴۰ از ۴۵۰                              | 4       | ولادیمیر ژیرینوسکی |
| ۲۰۱۱         | ۷٬۶۶۴٬۵۷۰ (چهارم)        | ۱۱٫۶۷               | ۵۶ از ۴۵۰                              | 16      | ولادیمیر ژیرینوسکی |
| ۲۰۱۶         | ۶٬۹۱۷٬۰۶۳ (سوم)          | ۱۳٫۲۴               | ۳۹ از ۴۵۰                              | 17      | ولادیمیر ژیرینوسکی |

### انتخابات ریاست جمهوری
| سال انتخابات | شماره از {{سخ}} آرای کلی | ٪ از {{سخ}} رای کلی | نامزد              |
| ------------ | ------------------------ | ------------------- | ------------------ |
| ۱۹۹۱         | ۶٬۲۱۱٬۰۰۷ (سوم)          | ۸٫۰                 | ولادیمیر ژیرینوسکی |
| ۱۹۹۶         | ۴٬۳۱۱٬۴۷9 (5)            | ۵٫۸                 | ولادیمیر ژیرینوسکی |
| ۲۰۰۰         | ۲٬۰۲۶٬۵۰۹ (پنجم)         | ۲٫۷                 | ولادیمیر ژیرینوسکی |
| ۲۰۰۴         | ۱٬۴۰۵٬۳۲۶ (پنجم)         | ۲٫۰                 | اولگ مالشکین       |
| ۲۰۰۸         | ۶٬۹۸۸٬۵۱۰ (سوم)          | ۹٫۵                 | ولادیمیر ژیرینوسکی |
| ۲۰۱۲         | ۴٬۴۴۸٬۹۵۹ (چهارم)        | ۶٫۲                 | ولادیمیر ژیرینوسکی |
| ۲۰۱۸         | ۴٬۱۵۴٬۹۸۵ (سوم)          | ۵٫۷                 | ولادیمیر ژیرینوسکی |